# Bơ hỗn hợp

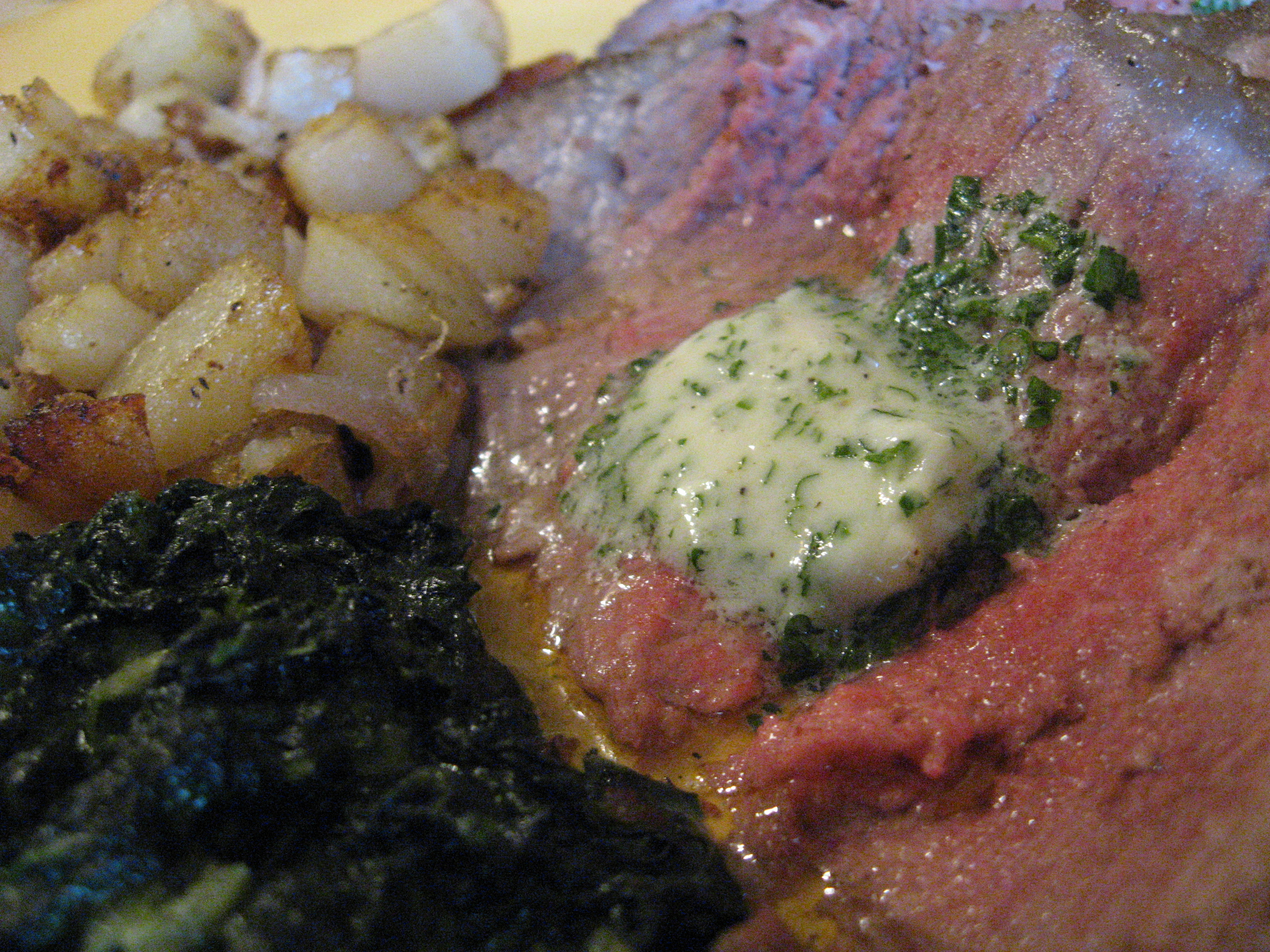
Một miếng bít tết New York được phủ Beurre Maître d'Hôtel, ăn kèm với khoai tây và sốt kem rau bó xôi

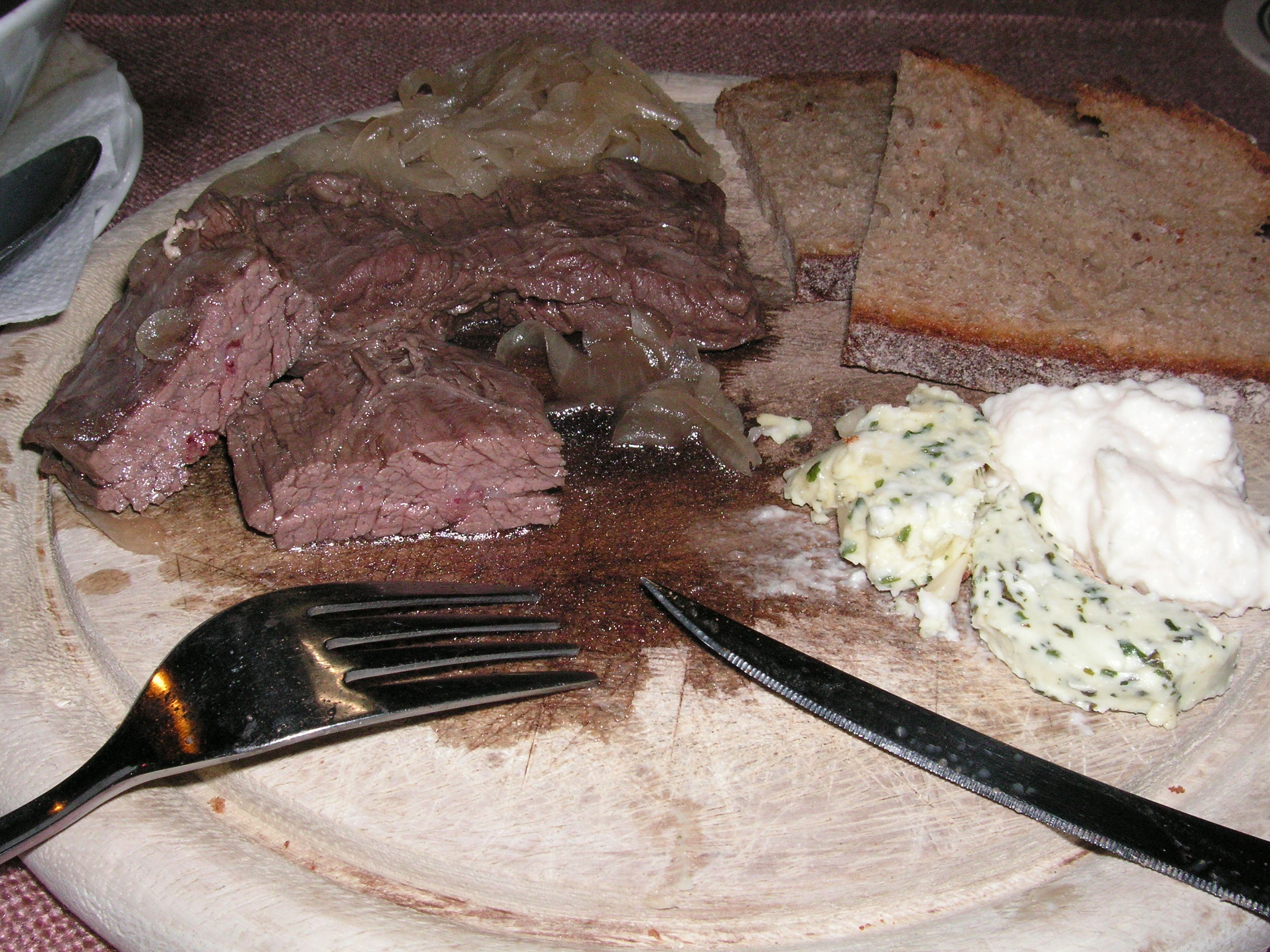
Kronfleisch (bít tết váy), một món ăn truyền thống của vùng Bavaria. Bít tết được ăn kèm với hành tây, bánh mì lúa mạch đen, bơ hỗn hợp (với các loại thảo mộc và tỏi - beurre à la bourguignonne) và cải ngựa.

Bơ hỗn hợp ( tiếng Pháp: beurre composé ) là một loại bơ có kết hợp nguyên liệu và các thành phần bổ sung. Bơ hỗn hợp thường được sử dụng để tăng hương vị trong các món ăn, theo cách tương tự như nước sốt.
Bơ hỗn hợp có thể được làm tại nhà hoặc mua. Bơ hỗn hợp có thể được tạo ra bằng cách kết hợp lại những loại thảo mộc, gia vị hoặc chất lỏng thơm vào bơ. Sau đó, bơ sẽ được bọc trong bọc nhựa hoặc giấy da, và ướp lạnh cho đến khi đủ cứng để cắt lát. Những loại bơ này có thể được nấu chảy trên món thịt và các loại rau, được sử dụng như một loại bơ để phết hoặc được sử dụng để hoàn thành các loại nước sốt khác nhau.
Các loại bơ hỗn hợp bao gồm:
- Beurre à la bourguignonne - loại bơ kết hợp tỏi và mùi tây
- Beurre Maître d'Hôtel, loại bơ kết hợp với mùi tây và nước cốt chanh
- Bơ tỏi
- Beurre au citron - bơ chanh